# Oskar Lichtenstein
Oskar Sally Heinrich Lichtenstein (* 15. Mai 1852 in Frankfurt am Main; † 10. Dezember 1914 in Elsheim) war ein hessischer Gutsbesitzer, Politiker (Freisinn) und Abgeordneter der 2. Kammer der Landstände des Großherzogtums Hessen.
Oskar Lichtenstein war der Sohn des Kaufmanns und Musiklehrers Leopold Lichtenstein und dessen Ehefrau Julie, geborene Marcuse. Lichtenstein, der jüdischen Glaubens war konvertierte später zum evangelischen Glauben und heiratete am 18. Mai 1889 in Frankfurt Mathilde geborene Kehrer (* 1854). Lichtenstein lebte als Gutsbesitzer auf dem Windhäuser Hof. Er wurde mit dem Titel eines Ökonomierates geehrt.
Von 1890 bis 1896 gehörte er der Zweiten Kammer der Landstände an. Er wurde für den Wahlbezirk Rheinhessen 9/Ober-Ingelheim gewählt.